# Luis Félix
Luis Félix (Ahome, Sinaloa; 1 de septiembre de 2000) es un futbolista mexicano, juega como defensa central y su equipo actual es Dorados de la Liga de Expansión MX.

## Trayectoria

### Dorados
Debutó con el primer equipo el 1 de octubre de 2019, siendo titular en una victoria por 1-2 contra Club Celaya en copa. Debutó en Liga de Expansión el 6 de septiembre de 2020, siendo titular en una derrota por 0-2 contra Cimarrones de Sonora. Su primer gol en dicha división lo anotó el 27 de julio de 2021 tras un gran disparo de fuera del área en un empate a 1 contra Tlaxcala Fútbol Club.

### Querétaro
Para el Apertura 2022 dio el brinco a primera división para jugar con el Querétaro Fútbol Club. Con los gallos estuvo 6 meses aunque solo jugaría 6 partidos en la categoría sub-20.

### Club Tijuana
En 2023 llegó a Xolos de Tijuana. Debutó en Liga MX el 3 de febrero de 2023, al entrar de cambio por Jair Díaz en un empate a 1 de su equipo ante Club Necaxa.

### Dorados
Tras 1 año en primera división, el 22 de junio de 2023 se anuncia su regreso a Dorados de Sinaloa.